# Nino Fuscagni
Nino Fuscagni, all'anagrafe Serafino Fuscagni (Città di Castello, 12 febbraio 1937 – Roma, 19 luglio 2018), è stato un attore e conduttore televisivo italiano.

## Biografia
La maggiore popolarità gli derivò dall'attività in televisione, dove condusse con Lucia Scalera il programma della tv dei ragazzi Giocagiò e con Vanna Brosio la trasmissione televisiva degli anni settanta Adesso musica.
Per il cinema - nel quale debuttò nel 1960 - interpretò principalmente b-movie (peplum, musicarelli, spaghetti western, comici, poliziotteschi, ecc.), mentre per la tv ha fatto parte del cast di numerosi sceneggiati televisivi.
Nel corso delle varie esperienze recitative, venne talvolta accreditato con gli pseudonimi Juri McFee e Ray Scott.
Era il fratello minore di Carlo Fuscagni, lo storico dirigente Rai, nonché direttore di Rai 1 dal 1989 al 1993.

## Filmografia

### Cinema
- Labbra rosse, regia di Giuseppe Bennati (1960)
- Le olimpiadi dei mariti, regia di Giorgio Bianchi (1960)
- Mariti in pericolo, regia di Mauro Morassi (1960)
- Il corazziere, regia di Camillo Mastrocinque (1960)
- Ursus, regia di Carlo Campogalliani (1961)
- Spade senza bandiera, regia di Carlo Veo (1961)
- Akiko, regia di Luigi Filippo D'Amico (1961)
- Gerarchi si muore, regia di Giorgio Simonelli (1961)
- Ursus nella valle dei leoni, regia di Carlo Ludovico Bragaglia (1962)
- Cronaca familiare, regia di Valerio Zurlini (1962)
- Obiettivo ragazze, regia di Mario Mattoli (1963)
- Ursus nella terra di fuoco, regia di Giorgio Simonelli (1963)
- I due mafiosi, regia di Giorgio Simonelli (1964)
- Due mafiosi nel Far West, regia di Giorgio Simonelli (1964)
- Ursus, il terrore dei kirghisi, regia di Antonio Margheriti e Ruggero Deodato  (1964)
- Da Istanbul ordine di uccidere, regia di Carlo Ferrero (1965)
- I due sergenti del generale Custer, regia di Giorgio Simonelli (1965)
- Rita, la figlia americana, regia di Piero Vivarelli 1965)
- Questo pazzo, pazzo mondo della canzone, regia di Bruno Corbucci e Giovanni Grimaldi (1965)
- I predoni del Sahara, regia di Guido Malatesta (1965)
- Madamigella di Maupin, regia di Mauro Bolognini (1966)
- 2 mafiosi contro Al Capone, regia di  Giorgio Simonelli (1966)
- 3 colpi di Winchester per Ringo, regia di Emimmo Salvi (1966)
- Uccidete Johnny Ringo, regia di Gianfranco Baldanello (1966)
- Il gioco delle spie, regia di Paolo Bianchini (1966)
- Thompson 1880, regia di Guido Zurli (1966)
- I criminali della metropoli, regia di Gino Mangini (1967)
- La donna, il sesso e il superuomo, regia di Sergio Spina (1967)
- Black Jack, regia di Gianfranco Baldanello (1968)
- I due crociati, regia di Giuseppe Orlandini (1968)
- Una colt in mano al diavolo, regia di Gianfranco Baldanello (1972)
- Una sera c'incontrammo, regia di Piero Schivazappa (1975)
- Dove volano i corvi d'argento, regia di Piero Livi (1977)
- La ragazza dei lillà, regia di Flavio Mogherini (1986)
- Mosca addio, regia di Mauro Bolognini (1987)
- La rivincita di Natale, regia di Pupi Avati (2004)
- Ai confini del cielo, regia di Leandro Castellani (2004)
- Oliviero Rising, regia di Riki Roseo (2007)
- Puglia terra madre - Il segreto del Salento, regia di Leandro Castellani (2008)
- Una sconfinata giovinezza, regia di Pupi Avati (2010)
- Dreamland - La terra dei sogni, regia di Sebastiano Sandro Ravagnani (2011)

### Televisione
- I grandi camaleonti – serie TV, 7 episodi (1964)
- Resurrezione, regia di Franco Enriquez – miniserie TV (1965)
- Ein Anderer für zwei Tage, regia di Erich Neureuther – film TV (1966)
- Il conte di Montecristo, regia di Edmo Fenoglio – miniserie TV (1966)
- Il mondo di Pirandello – serie TV(1968)
- Diritto di Cronaca, regia di Vittorio Sala – film TV (1969)
- Una coccarda per il re, regia di Dante Guardamagna – film TV (1970)
- Special-Sto – miniserie TV (1970)
- All'ultimo minuto – serie TV, episodio 2x04 (1972)
- Adesso musica, regia di Piero Turchetti e Luigi Costantini - varietà musicale (1972)
- Delitto di regime - Il caso Don Minzoni, regia di Leandro Castellani – miniserie TV (1973)
- Una città in fondo alla strada, regia di Mauro Severino – miniserie TV (1975)
- Tommaso d'Aquino, regia di Leandro Castellani – film TV (1975)
- Il Fausto di Marlowe, regia di Leandro Castellani – film TV (1977)
- Morte di un seduttore di paese, regia di Nanni Fabbri – film TV (1978)
- La vedova e il piedipiatti – serie TV, episodio 1x01 (1979)
- Pronto Emergenza – serie TV, 6 episodi (1980)
- I padroni dell'estate, regia di Marco Parodi – film TV (1987)
- Doris una diva del regime, regia di Alfredo Giannetti – miniserie TV (1991)
- ...Se non avessi l'amore, regia di Leandro Castellani – film TV (1991)
- Il ritorno di Ribot, regia di Pino Passalacqua – miniserie TV (1991)
- Dalla notte all'alba, regia di Cinzia TH Torrini – miniserie TV (1992)
- Delitti privati, regia di Sergio Martino – miniserie TV (1993)
- La piovra 7 - Indagine sulla morte del commissario Cattani, regia di Luigi Perelli – miniserie TV (1995)
- Linda e il brigadiere – serie TV, episodio 1x01 (1997)
- Il maresciallo Rocca – serie TV, episodio 2x03 (1998)
- Un medico in famiglia – serie TV (1998)
- Commesse – serie TV, episodio 1x06 (1999)
- Don Matteo – serie TV, 5 episodi (2001-2014)
- Incantesimo – serial TV, 9 puntate (2002)
- Papa Giovanni - Ioannes XXIII, regia di Giorgio Capitani – miniserie TV (2002)
- Francesco, regia di Michele Soavi – miniserie TV (2002)
- Carabinieri – serie TV, episodi 2x01-2x02-2x16 (2003)
- La omicidi, regia di Riccardo Milani – miniserie TV (2004)
- I colori della vita, regia di Stefano Reali – miniserie TV (2005)
- De Gasperi - L'uomo della speranza, regia di Liliana Cavani – miniserie TV (2005)
- Rino Gaetano - Ma il cielo è sempre più blu, regia di Marco Turco – miniserie TV (2008)
- Puccini, regia di Giorgio Capitani – miniserie TV (2009)
- Un passo dal cielo – serie TV, episodio 1x12 (2011)
- Solo per amore – serie TV, episodi 1x01-1x10 (2015)

## Programmi televisivi
- Giocagiò (Programma Nazionale, 1966-1969)
- Adesso musica (Programma Nazionale, 1972-1975; Rete 1, 1976)

## Prosa televisiva RAI
- Aggressione nella notte (Asalto nocturno) di Alfonso Sastre, prosa, regia di Pino Passalacqua, trasmessa il 19 dicembre 1975.